# Zarza de Tajo
Zarza de Tajo là một đô thị trong tỉnh Cuenca, cộng đồng tự trị Castile-La Mancha Tây Ban Nha. Đô thị này có diện tích là 45,7 ki-lô-mét vuông, dân số năm 2009 là 405 người với mật độ 8,86 người/km². Đô thị này có cự ly 93 km so với tỉnh lỵ Cuenca.